# J&S Cup 2002
J&S Cup 2002 — тенісний турнір, що проходив на кортах з ґрунтовим покриттям у Варшаві (Польща). Відбувся в рамках Туру WTA 2002. Тривав з 6 до 12 травня 2002 року.

## Переможниці та фіналістки

### Одиночний розряд
Олена Бовіна —  Генрієта Надьова, 6–3, 6–1.

### Парний розряд
Єлена Костанич /  Генрієта Надьова —  Євгенія Куликовська /  Сільвія Талая, 6–1, 6–1.